# Disulfotón
El disulfotón es una sustancia manufacturada usada como pesticida para controlar una variedad de pestes dañinas que atacan sembrados y cosechas de hortalizas. No ocurre en forma natural en el ambiente. El disulfotón puro es un líquido aceitoso incoloro de olor y sabor característico difícil de definir. El producto técnico es amarillo obscuro, con un olor aromático. Nombres registrados comunes incluyen Di-syston®, Disystox®, Frumin AL®, y Soilvirex®.
Se usa para proteger granos pequeños, sorgo, maíz y otras cosechas; ciertas cosechas de hortalizas, frutas y nueces; y para proteger de ciertos insectos a las plantas ornamentales y macetas. Aunque el uso principal es en agricultura, pequeñas cantidades se usan en plantas interiores y en jardines, y para controlar mosquitos en pantanos. El uso de disulfotón ha disminuido en años recientes.